# Inese Galante
Inese Galante (Riga, 12 marzo 1954) è un soprano lettone, specializzata nell'opera lirica. La Galante è nota per una grande bellezza di tono, pianissimi sfumati ed un controllo sensibile della dinamica e del colore. La sua esibizione dell'Ave Maria di Vladimir Vavilov, spesso attribuita a Giulio Caccini, dal suo album Debut del 1995, iniziò a diffondere interesse in tutto il mondo per il pezzo.

## Biografia

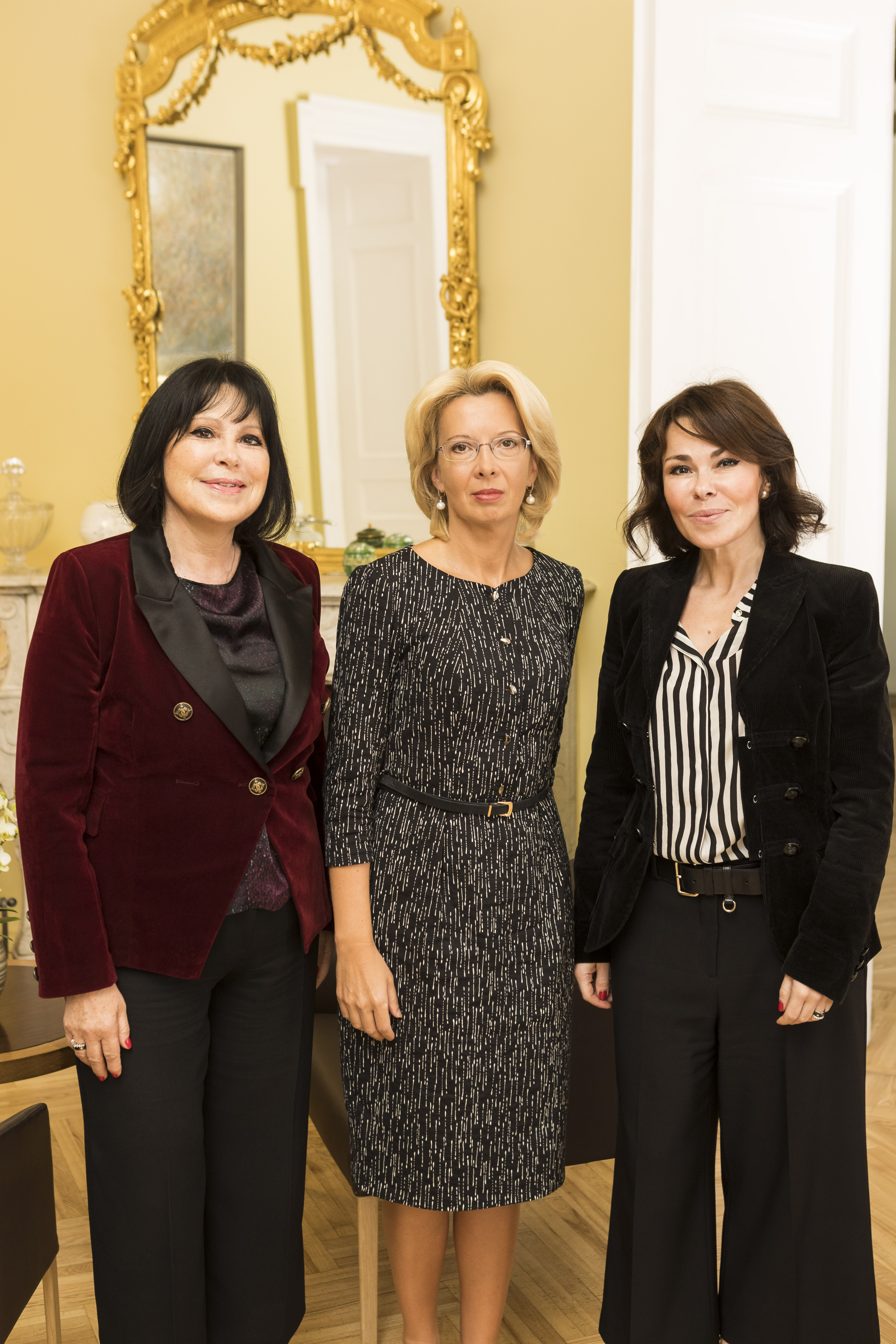
La relatrice del Saeima Ināra Mūrniece incontra la cantante lirica Inese Galante e la direttrice della Fondazione Inese Galante Diāna Galanti.

Inese Galante è nata a Riga da una famiglia di musicisti. È entrata all'Accademia di Musica Lettone di Riga nel 1977. Mentre era ancora studentessa all'Accademia, diventò solista dell'Opera Nazionale Lettone. Parallelamente al suo lavoro a Riga era impegnata in produzioni operistiche in altri teatri, in particolare alla Kirov Opera (Teatro Mariinskij) di San Pietroburgo, Russia, dove ha avuto una proficua collaborazione con il direttore Valerij Gergiev.
Dal 1991 al 1999 la Galante è stata solista al Nationaltheater Mannheim e alla Deutsche Oper am Rhein di Düsseldorf. Da allora è stata in tournée e si è esibita in tutto il mondo. La voce della Galante è stata ascoltata al Théâtre des Champs-Élysées e al Festival de Radio France et Montpellier (Francia), al St Denis Festival, al Newport Folk Festival e alla Gibson Hall (USA), al Barbican Centre, alla Royal Albert Hall, alla Wigmore Hall e a Kensington Palace (Londra), all'Opera Reale Svedese e al Cremlino e al Teatro Bol'šoj (Mosca), dove debuttò come Adriana nell'opera di Cilea Adriana Lecouvreur nella produzione della Scala. Nel 2001 la Galante è apparsa in concerto a Rotterdam insieme a José Carreras.
Ines Galante ha lavorato con direttori come Yehudi Menuhin, Valery Gergiev, Zubin Mehta, Evelino Pidò, Myung-whun Chung, Miguel Ángel Gómez Martínez, Neeme Järvi, Carl Davis, John Mauceri, Stefan Soltesz, Eric Klaas, Antonio Pappano, Steven Mercurio, Alexander Vedernikov, Dmitri Kitayenko, Vassily Sinaisky, Alexander Rahbari, Lawrence Renes e Vladimir Fedoseev.

## Ruoli operistici
Il primo grande ruolo operistico della Galante fu Violetta ne La traviata di Verdi all'esame di maturità all'Accademia di musica. Da quel momento ha interpretato questo ruolo più di 100 volte su vari palcoscenici del mondo. Tra gli altri suoi ruoli figurano:
- Olympia in I racconti di Hoffmann di Offenbach
- Sneguročka in Fanciulla di neve (fiaba di primavera) di Rimskij-Korsakov
- Gilda nel Rigoletto di Verdi
- Leonora in Il trovatore di Verdi
- Aida in Aida di Verdi
- Adina in L'elisir d'amore di Donizetti
- Lucia in Lucia di Lammermoor di Donizetti
- Rosina in Il barbiere di Siviglia di Rossini
- Corina in Il viaggio a Reims di Rossini
- Marguerite in Faust di Gounod
- Magda in La rondine di Puccini
- Cio-Cio-San in Madama Butterfly di Puccini
- Mimi in La bohème di Puccini
- Liu nella Turandot di Puccini
- Lauretta in Gianni Schicchi di Puccini
- Manon Lescaut in Manon Lescaut di Puccini
- Micaela in Carmen di Bizet
- Adriana in Adriana Lecouvreur di Cilea
- Vivetta in L'arlesiana di Cilea
- Pamina in Il flauto magico di Mozart
- Elvira nel Don Giovanni di Mozart
- Nedda in Pagliacci di Leoncavallo
- La bella ne La bella e la bestia di Stephen Oliver
- Naiade in Ariadne auf Naxos di Richard Strauss
- 3° Norna in Il crepuscolo degli dei di Wagner
- Ortlinde in La Valchiria di Wagner
- Euridice in Orfeo ed Euridice di Gluck
- Giuditta in Giuditta di Lehár
- Iolanta in Iolanta di Čajkovskij
- Lisa in La dama di picche di Čajkovskij

Oltre ad esibirsi nelle opere, la Galante canta frequentemente in concerto in lavori come il Requiem di Verdi, nel Requiem di Mozart, nelle opere di Bruckner, Poulenc, Schubert, Brahms ed altri compositori. Nel 2008 ha eseguito The Four Last Songs di Richard Strauss per soprano e orchestra, che fu allo stesso tempo la prima assoluta di questo lavoro in Russia.
Ines Galante è patrona del festival musicale internazionale Summertime. È stata insignita dell'Ordine delle Tre stelle dal Presidente della Repubblica Lettone.

## Discografia
L'album della Galante Debut è stato premiato con il disco d'oro (1999) e platino (2001) nei Paesi Bassi dopo che le sue vendite hanno superato le 200 000 copie; il disco Arietta è stato riconosciuto dalla BBC come il migliore nella nomination della musica classica (2000). Il disco di arie d'opera di Čajkovskij (BMG, l'orchestra della Royal Opera, direttore Neeme Järvi) è stato considerato eccezionalmente brillante, marcando la scena della lettera di Tatyana come la migliore interpretazione degli ultimi 20 anni. Il disco Arie dalle ultime opere verdiane è stato scelto dall'editore di Gramophone (ottobre 2003). Classic CD ha descritto la sua Cavatina di Norma come "...una Norma che rivaleggia con quella della Callas...". È descritta come una delle seguaci più importanti della leggendaria cantante. I suoi concerti sono registrati da Classic FM e BBC.

### LP
- Mendelssohn, Tre mottetti per voce femminile e organo. Coro folk femminile "Amber" (Sieviešu tautas koris "Dzintars") Direttore Imants Cepītis, Aivars Kalējs Organo della cattedrale di Riga, solisti Inessa Galante, Antra Bigača, Olga Žarikova, Ingūna Lazdiņa. Melodiya 1987
- Canti popolari ebraici - Inessa Galante & Jānis Sproģis & The Latvian SSR Chorus (Registrato dal vivo presso la Sala Grande del Conservatorio di Mosca il 9 giugno 1987) Melodiya 1989
- Musica spirituale ("Gariga muzika") musica di Jāzeps Vītols. Melodiya, Lettonia 1991
- Сoro "Versija" - Ziemas svētkos / "Šai svētā naktī". Ritonis, Lettonia, 1991

### CD
- "Songs of Amber" - Canzoni del coro folk femminile Dzintars (solista Inessa Galante) - 1983-Rimasterizzato nel 1990
- "Inese Galante. Soprano" - Direttore dell'Orchestra Sinfonica Nazionale Lettone Aleksandrs Vilumanis 1995 (CD Oro e Platino). Pubblicato come "Debut" su Campion.
- "Heroines" – Gounod, Cilea, Puccini - Campion Records 1995
- "Velreiz" ("ancora, bis") - Albinoni arie 1996
- Maks Goldins Eighteen Jewish Folk Songs & Rachmaninov - Canzoni romantiche - Campion 1996
- "Encore" - Johann Strauss, Weber (compilazione) 1997[2]
- "Musica Sacra" – Dalla Cattedrale di Riga. Paula Licite Ave Maria ecc. direttore Juris Klavins (raccolta di registrazioni dal vivo 1989–1996) - Campion 1997
- "L'esperienza di Tchaikovsky" – Sergei Leiferkus, Marina Shaguch, Alexander Fedin. Orchestra di Covent Garden diretta da Neeme Järvi, BMG[3] 1997
- "Musica sacra lettone" - solisti Inessa Galante, Dita Kalniņa (soprano), Ingus Pētersons (tenore), Aivars Kalējs (organo), Dita Krenberga (flauto), dir. Kaspars Putniņš - 1997
- "La Traviata" – Verdi. (2 CD registrati dal vivo. Opera nazionale lettone. 1989) - 1998
- "Arietta" – Arie barocche, London Musici. Diretto da M. Stephenson (Migliore registrazione dell'anno 2000 – recensita da BBC, classici FM.) - 1999
- "Recital russo" – alla Wigmore Hall. Roger Vignoles (pianoforte). (registrazione live della BBC 1999) - 2000
- "ABC (Adagio in do minore)" – Albinoni. Diretto da Alexander Vilumanis, "Arie soprano" - Bach J.S., "Amarilli mia bella" - Caccini. Diretto da Mark Stephenson (direttore d'orchestra) - 2001
- "La scelta di Galante" - 2001
- "Galante per sempre..." - 2001
- "Messa in do maggiore, esultare, giubilare Ergo interesse" – Mozart. Filarmonica da camera cecoslovacca. Diretto da D. Bostock - 2001
- "Verdi Galante. Arie dalle ultime opere verdiane" – Orchestra Sinfonica Nazionale Lettone. Diretto da Terje Mikkelsen Campion - 2003
- "Confesso" - Inessa Galante & Henk van Twillert (sassofono baritono) - 2006
- "Requiem" - Mozart. diretto da Andres Mustonen - 2007
- "Stabat Mater" - Pergolesi. Stradella - Pietà Signore. Vivaldi Stabat mater. Inessa Galante, Sergejs Jēgers (controtenore) ensemble da camera diretto da Andris Veismanis - 2008
- “Ave Maria” Inessa Galante. Organo: Aivars Kalejs nella cattedrale di Riga - Uscita 17 dicembre 2008
- "La Galante l'anima di Riga" (2 CD) Inessa Galante. Organo: Aivars Kalejs e Mattias Wager. Pubblicazione 14 luglio 2011 Dom Riga

### Incisioni live non pubblicate
- "Iolanta" - Čajkovskij. Incisione dal vivo. Parigi Teatro Chatelet. 15 marzo 1996
- "L'Arlesiana" - Cilea. Incisione dal vivo. Montpellier, Festival de Radio France luglio 1996
- "Gianni Schicchi" - Puccini. Incisione dal vivo. Muziekcentrum Vredenburg, Utrecht. 25 aprile 1996
- "Madame Butterfly" - Puccini. - Incisione dal vivo. Latvian National Opera. 1999, 2000
- "Manon Lescaut" - Puccini. Incisione dal vivo. Royal Operahouse in Stockholm, Sweden. 13 febbraio 2006, 7 febbraio 2009